# Pungent Effulgent
Pungent Effulgent foi um álbum da banda Ozric Tentacles que foi lançado em 1989.
A primeira canção do álbum, "Dissolution", é uma das poucas do Ozric Tentacles que possuem vocais.

## Lista de Músicas
1. "Dissolution (The Clouds Disperse)" (Ozric Tentacles) – 6:15
2. "O-I" (Ozric Tentacles) – 3:58
3. "Phalarn Dawn" (Ed Wynne) – 7:35
4. "The Domes of G'Bal" (Ed Wynne) – 4:35
5. "Shaping the Pelm" (Ed Wynne) – 6:10
6. "Ayurvedic" (Ozric Tentacles) – 10:57
7. "Kick Muck" (Ozric Tentacles) – 3:54
8. "Agog in the Ether" (Ozric Tentacles) – 4:05
9. "Wreltch" (Ed Wynne) – 8:32
10. "Ayurvedsim" (Ozric Tentacles) – 19:04 (CD bônus)

## Créditos
- Ed Wynne – guitarra, sintetizador, produção
- Mervin Pepler – bateria
- Roly Wynne – baixo
- Joie Hinton – sintetizador
- John Egan – flauta, voz
- Paul Hankin – percussão
- Nick Van Gelder – bateria na "The Domes of G'Bal"
- Generator John – bateria na "Wreltch"
- Marcus Carcus - percussão na "Agog in the Ether"